# Mount Tilga
Mount Tilga är ett berg i Australien. Det ligger i regionen Lachlan och delstaten New South Wales, i den sydöstra delen av landet, omkring 390 kilometer väster om delstatshuvudstaden Sydney. Toppen på Mount Tilga är 329 meter över havet, eller 103 meter över den omgivande terrängen. Bredden vid basen är 2,5 km.
Trakten runt Mount Tilga är nära nog obefolkad, med mindre än två invånare per kvadratkilometer.. Närmaste större samhälle är Condobolin, nära Mount Tilga.
Omgivningarna runt Mount Tilga är i huvudsak ett öppet busklandskap. Genomsnittlig årsnederbörd är 550 millimeter. Den regnigaste månaden är februari, med i genomsnitt 120 mm nederbörd, och den torraste är oktober, med 11 mm nederbörd.